# Toleration Act
A Toleration Act az angol forradalom nyomán megszülető ún. forradalmi rendezés (revolutionary settlement) részeként a vallásgyakorlat rendjét szabályozó, 1689-ben elfogadott angol jogszabály volt. Engedményeket tett az angol államegyházzal szembenálló ún. nonkonformisták számára, azonban az unitáriusok és a katolikusok továbbra is ki lettek rekesztve a közéletből.

## Előzmények
A kora újkorban az állam és az egyház nem vált el egymástól: a vallást a politikai rend alapjának tekintették. Ennek megfelelően az államrend stabilitása elleni tettnek számított, ha valaki más hitvallást követett, mint amely az állam hivatalos vallása volt. A más vallásúakkal szembeni bizalmatlanság általánosan elterjedt a korban: aki tehette, jobb esetben elhagyta azt a helyet, ahol más volt az uralkodó vallás, mint amiben ő hitt – rosszabb esetben elüldözték, vagy megölték. Hamarosan azonban nyilvánvalóvá vált, hogy nem feltétlenül szerencsés az olykor speciális szakképzettségű máshitűek elüldözése az országból, emiatt megjelent egyfajta vallási türelem. Ezt tükrözte az 1555-ös augsburgi vallásbéke, az 1568-as tordai ediktum, az 1598-as nantesi ediktum. Ez a fajta tolerancia-gondolat jelentkezik a törvény bevezetőjében:
“ha a lelkiismeretük szavát szigorúan követők számára némileg megkönnyítjük vallásuk gyakorlását, ez hathatós eszköz lehet őfelségeik protestáns alattvalói érdekeinek és érzelmeinek egyesítésére”

## A törvény főbb rendelkezései
A korabeli vallási szabályozásoknak két visszatérő eleme: egy egyéni és egy kollektív eleme van. Egyfelől létezik egy ünnepélyes eskü és/vagy nyilatkozat, melyben az adott egyén elfogadja az államvallás tételeit, vagy ha más de még tolerált vallású, akkor nyilatkozik az állam iránti hűségéről. Az állam iránti hűségről gyakran nyilatkozni kell egyes tisztségek betöltése előtt is. Másfelől pedig a törvényben rendezik a vallási közösség által tartott vallási szertartások megtartásának, elsősorban azok helyének, szabályait – így tesz a Toleration Act is, de párhuzamként említhető az 1731-es Carolina Resolutiot, mely ún. articularis helyekre szorítja a protestáns vallásgyakorlást és ünnepélyes nyilatkozatot is kér tőlük.
A Dicsőséges Forradalom részben a vallási sérelmek, az anglikán egyház vélt vagy valós sérelmei miatt , a katolikus restauráció elkerülése miatt tört ki. Emiatt a forradalmi rendezés részeként rendezték az anglikán egyháztól eltérő, de protestáns vallásúak helyzetét. Emiatt törvényt hoztak “amely mentesíti bizonyos törvényekben kirótt büntetések alól őfelségeik azon protestáns alattvalóit, akik hátat fordítanak az anglikán egyháznak”
A tolerancia törvény csak azokra a protestáns alattvalókra vonatkozott, akik elutasították az anglikán államvallás episzkopális rendszerét, mivel úgy találták, hogy túlzottan hasonlított a katolikus berendezkedéshez. Az anglikán államvallással egyet nem értők voltak a disszenterek: ők nem alkalmazkodtak a fennálló rendhez emiatt nonkonformistáknak is nevezték őket. Legnépesebb csoportjaik a baptisták, a kvékerek, a presbiteriánusok és az independensek voltak.
A nonkonformisták mentesülnek a pápisták ellen a korábbi uralkodók – ideértve a Stuartokat is – alatt hozott törvények hatálya alól amennyiben a törvényekben meghatározott esküt ( a katolikus és unitárius dogmákat és tanokat elutasító tartalmú esküt) leteszik és erről nyilatkozatot is leadnak a helyi békebíróknak. Magát a szertartást pedig ugyancsak be kell jelenteni előre a helyi püspöknek, lelkésznek, vagy békebírónak.
A nonkonformisták azonban csak akkor mentesülnek a szankciók alól, ha istentiszteleteik alatt az istentisztelet számára szolgáló helyiséget mindenki számára nyitva tartják, nehogy esetleg titokban valamelyik tiltott keresztény irányzat szertartásait kövessék. A nonkonformisták ezenkívül nem mentesülhettek az egyházi tized és a helyi anglikán lelkész eltartásának kötelezettsége, illetve az anglikán egyházi bíróság joghatósága alól. A nonkonformista lelkészek is mentesülnek a szankciók alól és közreműködhetnek a protestáns istentiszteleteken, feltéve, ha nem zárt ajtók mögött kerül erre sor.
A katolikusokkal és az unitáriusokkal szembeni szankciók továbbra is hatályban maradtak.